# Nauzea Orchestra
Nauzea Orchestra je alternativní hudební skupina, která vznikla v Ústí nad Labem roku 2007. V současné době působí ve složení Ondřej Švandrlík (kytara, programming, syntezátor, zpěv), David Kolovratník (bicí), Ivo Mikšovský (basa), Jakub Švandrlík (kytara), Anna Štěpánová / Klára Suchánková (housle), Jiří Šedivec (violoncello). Ve svých počátcích byla Nauzea Orchestra silně ovlivněna německými electro-clashovými kapelami, které byly zastoupeny na kompilacích Berlin Insane. V hudbě Nauzey Orchestry se ale záhy začaly objevovat i vlivy industriální hudby, post-rocku nebo country.

## Historie

### 2007–2013
I když Nauzea Orchestra byla oficiálně založena v Ústí nad Labem roku 2007, sahají její začátky až do roku 2004. Tehdy se sešli na několika zkouškách Ondřej Švandrlík (tehdy ještě bicí, zpěv), Ivo Mikšovský (basa), Patrik Charvát (klávesy) a Aleš Novák (kytara). Vznikly čtyři skladby – mimo jiné se v nich objevily motivy pozdějších písní Deine Tante a Dekadent Disco. Jednalo se ale jen o krátkou, několikatýdenní epizodu, kapela v tomto složení nikdy nevystoupila.
V září roku 2007 se rozpadla ústecká formace Universal Android, která byla silně ovlivněna londýnským labelem Ninja Tune. V Universal Android působil také Ondřej Švandrlík (bicí, zpěv), Ivo Mikšovský (basa) a na úplně posledním koncertě i Patrik Charvát (klávesy). Už v říjnu roku 2007 vznikla Nauzea Orchestra. Původní sestavu tvořil Ondřej Švandrlík (kytara, programming, zpěv), Ivo Mikšovský (basa), Patrik Charvát (klávesy) a Andrea Hacková (klávesy, zpěv). K této etapě patřily německé pseudonymy, texty v němčině a angličtině, inklinace k žánru electro-clash. "Z Ondřeje se stal Ulrich ohne Eigenschaften, z Iva Dieter mit Euch, Andrea se najednou jmenovala Mücke a Patrik byl pro příště Jens durch Durch."
Na jaře roku 2008 se začala hrát v ústeckém Činoherním studiu výjimečná inscenace Klub rváčů (režie Filip Nuckolls). Ústecký Činoherák byl prvním divadlem na světě, kterému autor románu Klub rváčů Chuck Palahniuk neoficiálně dovolil divadelní adaptaci. Scénickou hudbu zkomponoval Ondřej Švandrlík. (Ondřej Švandrlík napsal scénickou hudbu pro několik desítek inscenací, opakovaně spolupracuje s režisérem Filipem Nuckollsem, Ivanem Krejčím nebo Davidem Šiktancem.) Tři skladby z Klubu rváčů se na několik let staly nedílnou součástí repertoáru Nauzey Orchestry. Electro-clashové období je zaznamenáno na albu Meisterstück Eins, které ve zkušebně ústeckého Domu kultury nahrál Ondřej Švandrlík (2009). (Meisterstück Eins byl v roce 2018 vydán ve vinylové reedici u labelu Červený kůň.)
Už v roce 2008 Nauzea Orchestra vystoupila dvakrát v Německu. V Chemnitz hrála společně se slovinským duem Silence. (Ti spolupracovali s Laibach např. na albu Volk nebo The Sound Of Music.) V prosinci roku 2008 se pak poprvé objevila na akci Turbojugend Oberpöbel. S Turbojugend Oberpöbel navázala Nauzea Orchestra Freundschaft, a tak pravidelně hraje na festivalu Krach am Bach. V průběhu dalších let následovaly koncerty i v dalších německých městech – Berlíně, Drážďanech, Cottbusu, Lipsku, Ulmu nebo třeba Emerkingenu. „Pro Němce bylo asi úžasný, když jim přijela koncertovat česká kapela, která s roztomilým akcentem zpívá o tom, že nechce spát s tvojí tetou, protože je to špinavá kočka,“ okomentoval koncertování v Německu Ondřej Švandrlík.
V roce 2011 vydala Nauzea Orchestra svou druhou desku The Dark Side Of The Raven. Desku opět natáčel Ondřej Švandrlík, tentokrát v Činoherním studiu. O mastering se postaral Honza Brambůrek. I druhé album (respektive dvojalbum) bylo vydáno vlastním nákladem. Skupina v této době hrála stále ve složení Ondřej Švandrlík (kytara, programming, zpěv), Ivo Mikšovský (basa), Patrik Charvát (klávesy) a Andrea Hacková (klávesy, zpěv). První CD na The Dark Side Of The Raven obsahovalo remixy a covery skladeb z debutového alba Meisterstück Eins. (Naleznete zde covery od spřátelených The Ritchie Success a Kill The Dandies! Remix zde má např. bytostný experimentátor prof. Neutrino nebo lipský producent Krtech.) Na druhém CD se objevily skladby ovlivněné pozdější tvorbou Einstürzende Neubauten nebo postrockovým vrstvením. Texty na albu jsou opět v němčině a angličtině.
Změna stylu si vyžádala i změny personální. V květnu roku 2012 ve strahovském klubu 007 odehrál svůj první koncert s Nauzeou Orchestrou kytarista Jakub Švandrlík, o tři měsíce později se připojuje i bubeník David Kolovratník. Tehdejší složení – Ondřej Švandrlík (kytara, programming, zpěv), Ivo Mikšovský (basa), Patrik Charvát (klávesy), Andrea Hacková (klávesy, zpěv), Jakub Švandrlík (kytara), David Kolovratník (bicí). V průběhu roku 2013 přestává s NO vystupovat Andrea Hacková.

### 2013–2020
V září roku 2014 měl premiéru film Místa Radima Špačka. Nauzea Orchestra ve filmu hraje coby fiktivní kapela devadesátých let Sasania. Zazní zde fragmenty ze skladeb Pink Noise, Last Drink a Fight Club. (Nauzea Orchestra scény pro film natáčela v červnu 2013 v prostorách ústeckého klubu Doma.)
V roce 2014 vychází kazeta, na které se poprvé objevují dvě skladby v češtině – Blízko a Ideální muž. Natáčelo se v ústeckém Činoherním studiu pod dohledem nizozemského zvukaře Berta Nevena, mj. spolupracovníka anglické postpunkové legendy Killing Joke.
Na začátku roku 2014 vrcholí rovněž krize v ústeckém Činoherním studiu. Divadlo nedostalo od města dotace, na čas se přestalo hrát. Tato situace měla vliv i na další směřování Nauzey Orchestry. Kapela se přesouvá do Prahy. Na Nové scéně Národního divadla vystupuje v rámci akce Barování pro Činoherní studio.
Roku 2015 vydává Nauzea Orchestra svou třetí nahrávku – Dobro, poprvé v kolaboraci labelu Červený kůň a Drug Me Records. Na desce se objevují skladby inspirované post-industriálem, post-rockem a nově i country. S Bertem Nevenem kapela album nahrávala v pražském No1's Studiu. Některé skladby jsou zde v češtině, jiné v angličtině nebo němčině. Sestavu tvořil Ondřej Švandrlík (kytara, programming, zpěv), Ivo Mikšovský (basa), Patrik Charvát (klávesy), Jakub Švandrlík (kytara) a David Kolovratník (bicí). Na desce hostuje La Petite Sonja (Kill The Dandies!). Dobro bylo podpořeno třemi klipy. Blízko režíroval Ondřej Švandrlík a Kateřina Palešníková, Der Sonnenstaat a Daddy's Banjo David Mencl.
Čtvrté album Štěstí vychází na podzim roku 2017 (label Červený kůň/Drug Me Records/Full Moon Forum). "Stopy kapelou oblíbené berlínské dekadence tu pořád jsou patrné, ale důraz na tuzemské „tady a teď“ těžko přeslechnout. Texty se přelévají od ztráty iluzí k cynismu a přes ironii a sarkasmus se vracejí obloukem zpět." Deska se natáčela u Ondřeje Ježka ve studiu jáMOR. Rok před nahráváním Štěstí opustil skupinu Patrik Charvát. Jako host se zde objevila opět La Petite Sonja, violoncellista Petr Malíšek, trombonista Štěpán Janoušek nebo houslista Jindřich Matoušek. Klip ke skladbě Duha natočil David Mencl, pod animovanou realizací k ZOO je podepsána Marie Nováčková. Tomáš Procházka o Štěstí v A2 napsal: "Je otázka, který ze zmíněných přístupů v budoucnosti u Nauzea Orchestra převáží. Osobně bych si přál, aby se spíše než stylově čistší tracky jako Misantrop či Hero Returns prosadily sofistikovanější a obtížněji zařaditelné skladby typu Nemyslím, Star nebo Duhy. Vyčkejme, jakou odpověď přinese příští album. Mohlo by se jmenovat třeba Láska nebo Krása."

### 2020 – současnost
Během března a dubna roku 2020 zkomponoval Ondřej Švandrlík devět nových skladeb, které vyjdou na albu Láska u labelu Červený kůň symbolicky 1. května 2021. Současnou sestavu tvoří – Ondřej Švandrlík (kytara, programming, syntezátor, zpěv), David Kolovratník (bicí), Ivo Mikšovský (basa), Jakub Švandrlík (kytara), Anna Štěpánová (housle), František Kroupa (violoncello). Deska se natáčela v létě 2020 opět u Ondřeje Ježka ve studiu jáMOR.

## Zwei Kessel Buntes
Od roku 2009 organizovali členové Nauzey Orchestry putovní klubovou noc Zwei Kessel Buntes. Konala se na různých místech – v pražském Chapeau Rouge, na lodi Tajemství, v ústeckém Činoherním studiu nebo klubu Mumie. Na Zwei Kessel Buntes vystoupily nejen tyto kapely a projekty – Napszyklat (Polsko), The Sonic Boom Foundation (Německo), Mikrowelle (Německo), WWW, Kill The Dandies!...

## Diskografie

### Řadová alba
Meisterstück Eins (vydáno vlastním nákladem, 2009)
The Dark Side Of The Raven (vydáno vlastním nákladem, 2011)
Dobro (Červený kůň/Drug Me Records 2015)
Štěstí (Červený kůň/Drug Me Records/Full Moon Forum 2017)
LP reedice Meisterstück Eins (Červený kůň 2018)
Láska (Červený kůň 2021)

### Singly, kompilace
kompilace Disco Fatale – skladba George Best (Disco Fatale, Cottbus 2010)
kompilace Radio Wave Live Session 2011 – skladba Mefisto (Radio Wave 2011)
kazeta Blízko/Ideální muž (vydáno vlastním nákladem, 2014)
kompilace Full Moon on Stage (skladba Der Sonnenstaat, Colours of Ostrava 2016)
kompilace labelu Červený kůň (skladba Blízko, Červený kůň 2017)

### Videoklipy
Blízko – režie Ondřej Švandrlík a Kateřina Palešníková, 2015
Der Sonnenstaat – režie David Mencl, 2015
Daddy's Banjo – režie David Mencl, 2015
Duha – režie David Mencl, 2017
ZOO – animace a režie Marie Nováčková, 2019
Ministryně – režie Ondřej Švandrlík a Matěj Vejdělek, premiéra duben 2021